# Toyota Wish
O Wish  é uma minivan da Toyota.
Uma das versões fabricadas em 2011 era equipada com motor de 1.800 cc, que fornecia 144 hp de potência a 6.400 rpm e com transmissão continuamente variável (Câmbio CVT).
Peso: 1370 kg; Comprimento: 4590 mm; Altura: 1590 mm; Largura: 1695 mm; assentos: 7.